# Srala Bartek
Srala Bartek, srala-bartek, sral, srela, srala, strala, sroła, srella, kręciek – w wierzeniach słowiańskich demon tkwiący w wirze powietrza lub występujący w postaci małej trąby powietrznej, występujący na terenie całej Polski, a popularny zwłaszcza na terenie Zagłębia Dąbrowskiego.

## Cechy i zachowanie
Według panujących wierzeń Srala Bartek pojawiał się najczęściej w czasie sianokosów i żniw. Krążył po ziemi w słupie wirującego powietrza, dokuczał ludziom, głośno się przy tym śmiejąc. Psuł snopy, rozdmuchiwał siano, rozrzucał zżęte zboże w taki sposób, że nie udawało się go ponownie związać. Powiadano, że jest on zdolny porwać chłopa razem z koniem i wozem. Zdarzało się, że zniszczył strzechę. Aby się uchronić przed jego szkodliwym działaniem, należało ostatnią zżętą garść złożyć na krzyż i przeżegnać. Skutecznym sposobem w przypadku napotkania na Srala Bartka było trzykrotne splunięcie albo przeżegnanie się; można go było też zranić lub przepędzić, rzucając w niego nowym, dobrze naostrzonym nożem. Znikał on wtedy, jęcząc i złorzecząc. Innym sposobem na dokuczenie Srala Bartkowi było spluwanie w jego stronę przy jednoczesnym klepaniu się w pośladek.

## Wygląd
Występował w postaci małego kudłatego ludzika, przyodzianego w czerwony strój i kapelusz z szerokim rondem, pod którym ukrywał trzy sterczące z głowy rogi.

## Zjawisko fizyczne
Wirowe prądy powietrza mogą powstawać lokalnie w słoneczny i bezwietrzny dzień (częstokroć w czasie takiej pogody wykonywane są prace polowe), wskutek konwekcyjnych ruchów powietrza. Warstwy nagrzanego powietrza przy gruncie podnosząc się ruchem wirowym podrywają pył, a czasem nawet źdźbła, formując niewielką trąbę powietrzną. Zjawisko to występuje najczęściej po południu, gdy ziemia jest nagrzana, a atmosfera się ochładza – w takich warunkach występują względnie duże różnice temperatur.